# Alexander-Morrison-Nationalpark
Der Alexander-Morrison-Nationalpark ist ein Nationalpark in Western Australia (Australien). Er liegt 210 km nördlich von Perth und 180 km südlich von Geraldton im Shire of Coorow. Benannt ist er nach dem ersten staatlichen Botaniker von Western Australia, Alexander Morrison.

## Parklandschaft
Der Alexander-Morrison-Nationalpark besteht aus Sandebenen und niedrigen Lateritabbruchkanten über Sandstein- und Schiefergestein aus der Cockleshell Gully Formation des frühen Jura. Sandige Heidehabitate stellen die häufigste Vegetationsform dar. Im Park finden sich allerdings auch niedrige Wälder und Mallee, typisch für diese Gegend, speziell im westlichen Teil des Parks. Die vorherrschenden Eukalypten sind dort der „Powder-barked Wandoo“ (Eucalyptus accedens) und „Mallalie“ (E. eudesmoides). In den Heidegebieten finden sich alle Arten, die typisch für diese Region sind, etwa Banksien-, Dryandra-, Hakea- und Grevilleen-Arten, allerdings auch einige seltenen Arten wie der Spiralbusch (Spirogardnera rubescens).

## Geschichte
Die Flächen für den Nationalpark wurden vom Department of Lands and Surveys am 23. Mai 1969 stillgelegt und im Laufe der Jahre 1970 und 1971 zu Gebieten der Klasse A erklärt, was bedeutet, dass der Verwendungszweck dieser Gebiete nur vom Parlament geändert werden kann. Gleichzeitig wurden sie der Verwaltung durch die National Parks Authority of Western Australia unterstellt. Seinen Namen erhielt der Park am 8. Oktober 1971.